# Гимнокладус
Гимнокла́дус, или бундук (лат. Gymnocládus) (от греч. γυμνός — «голый» и κλαδί — «ветвь») — род листопадных деревьев семейства Бобовые родом из Северной Америки и Восточной Азии.
Гимнокладусы — высокие деревья до 30 м высотой и с кроной до 8 м в диаметре.
По информации базы данных The Plant List, род включает 5 видов:
- Gymnocladus angustifolius (Gagnep.) J.E.Vidal
- Gymnocladus assamicus P.C.Kanjilal
- Gymnocladus burmanicus C.E.Parkinson
- Gymnocladus chinensis Baill. — Гимнокладус китайский  , встречающийся на территории китайских провинций Аньхой, Гуандун, Гуанси, Сычуань, Фуцзянь, Цзянсу, Цзянси и Чжэцзян[3], используется в народной медицине для лечения экземы, ревматизма и изготовления мыла[4].
- Gymnocladus dioica (L.) K.Koch — Гимнокладус двудомный из влажных лесов восточной части США с красивыми дважды перистыми листьями (длиной до одного метра) используется как декоративное растение и культивируется по всему миру.